# Sekundærrute 429
De Sekundærrute 429 is een secundaire weg in Denemarken. De weg loopt van Løgumkloster via Bedsted naar Rødekro. De Sekundærrute 429 loopt door Zuid-Denemarken en is ongeveer 29 kilometer lang.